# Dama do Lago

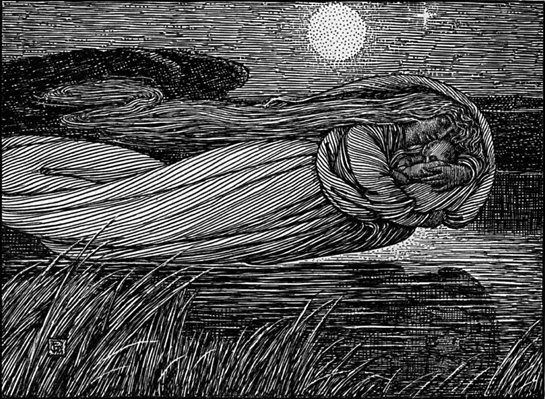
A Dama do Lago carregando o pequeno Lancelote; ilustração do Idylls of the King de Alfred Tennyson

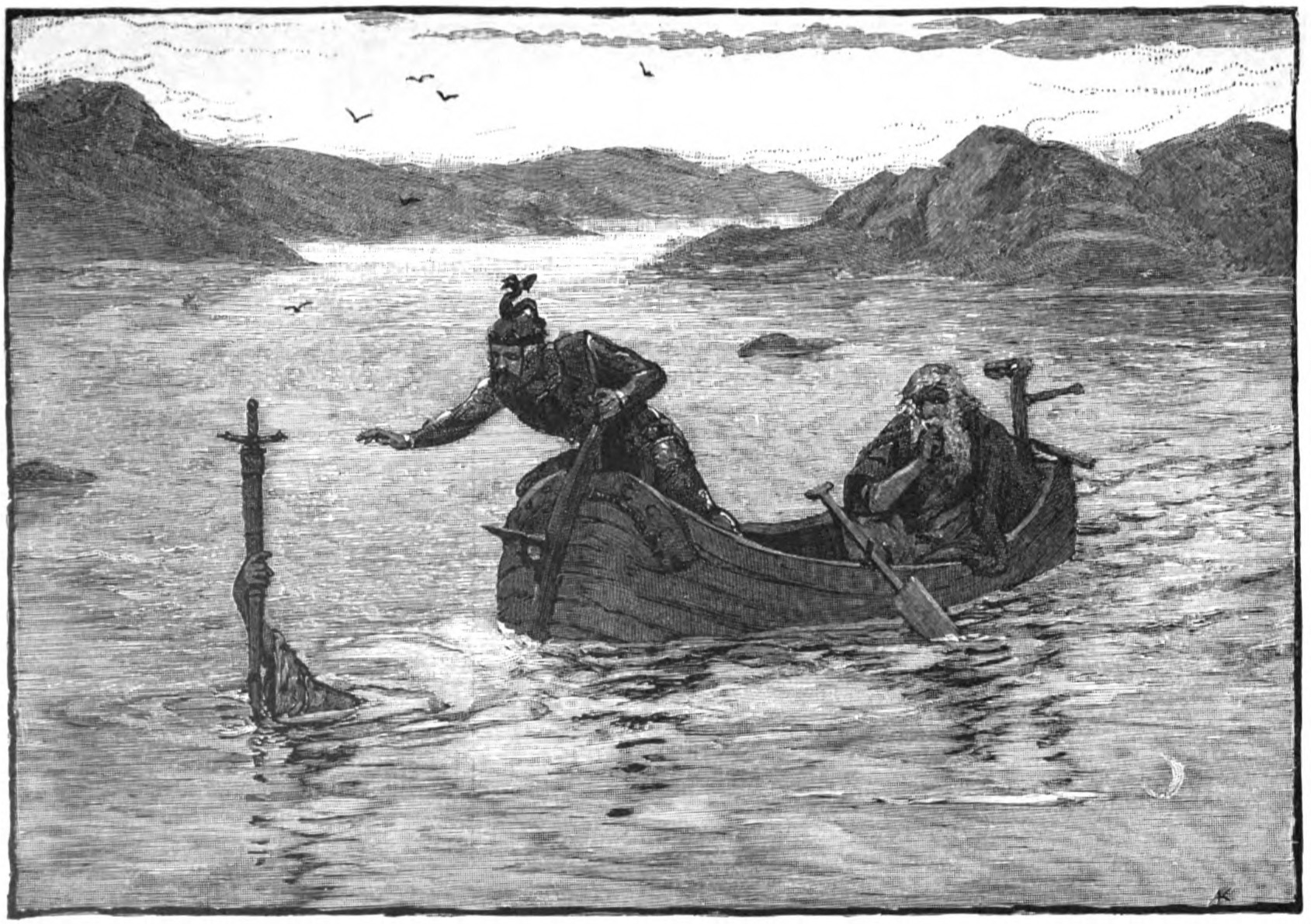
A Dama do Lago oferecendo a Artur a espada Excalibur

A Dama do Lago, Senhora do Lago, Fada Viviane ou simplesmente Viviane é, de acordo com a lenda arturiana, a mais importante sacerdotisa de Avalon. Filha de Diana, a deusa dos bosques e irmã mais velha de Igraine (mãe de Arthur e Morgana), a fada tinha a missão de proteger e entregar a espada mágica do rei Artur, a sagrada Excalibur. Em algumas versões ela também elimina Merlin, cria Lancelote após a morte de seu pai ou ajuda a levar o moribundo Arthur até Avalon. Alguns textos dão o título de Dama do Lago à Morganna, ou sua irmã. Vários escritores e copistas a nomearam como Nimue, Viviane, Viviana, Vivienne, Elaine, Niniane, Nivian, Nyneve, Nimueh e outras variações.

## História
Segundo a lenda, a Senhora do Lago  deu a Arthur Pendragon a espada sagrada Excalibur, que significa "aço cortado". A Excalibur foi entregue a Artur por Viviane, Merlin e Morgana em um ritual na ilha sagrada, com o juramento que quando fosse rei da Britânia, reinaria respeitando os cultos cristãos, bem como os cultos de Avalon, bem como manteria a existência dela. Excalibur possuía uma bainha sagrada, feita à mão por sua sobrinha Morgana também uma sacerdotisa de Avalon, em ritual que durou três dias, onde esta confeccionou a bainha com suas próprias mãos. A bainha de Excalibur era especial, possuía a magia de Avalon para a proteção de Arthur que, ainda que sofresse ferimentos, jamais sangraria até a morte quando travasse suas batalhas e guerras. Avalon, através da Senhora do Lago, entregou Excalibur a Arthur para este reinasse e respeitasse a terra sagrada, contudo este quebrou seu juramento a partir de seu casamento com Guinevere, cristianismo atuante, na grande batalha.
Ela foi morta por Balim enquanto estava na comemoração de Pentecostes para pedir ao rei mais uma vez que ele fosse fiel às suas promessas sobre os antigos povos. Balam (irmão adotivo de Balim) matou Balim em vingança da morte da mãe. O corpo da Dama do Lago não foi levado até Avalon para a despedida das outras sacerdotisas, e sim a Glastonbury, por ordens de Arthur Pendragon.